# Oswald Spengler
Pour les articles homonymes, voir Spengler.
Oswald Spengler, né le 29 mai 1880 à Blankenburg (Harz) en Saxe-Anhalt et mort le 8 mai 1936 à Munich (Bavière), est un philosophe allemand. Après des débuts comme professeur de lycée à Hambourg, il se consacre exclusivement à son travail d'essayiste. Son œuvre majeure, Le Déclin de l'Occident, rédigée avant la Première Guerre mondiale mais dont la première partie n'est publiée qu'en 1918, lui vaut une célébrité mondiale. En Allemagne, il devient l'un des auteurs phares de la « révolution conservatrice » qui s'oppose à la république de Weimar.

## Biographie

### Professeur de lycée (1905-1911)
Spengler, né le 29 mai 1880 d'un préposé aux postes du nom de Bernhard Spengler et de sa femme Pauline Grantzow, est le deuxième d'une fratrie de cinq enfants. Son frère aîné est mort âgé de seulement trois semaines. En 1891, la famille déménage de Blankenburg pour Halle-sur-la-Saale, où Spengler fréquente la classe de latin de la Fondation Francke. Il évoquera plus tard son enfance comme une période marquée par des maux de tête et des crises d'anxiété. Spengler, fuyant un univers scolaire qu'il trouve trop sclérosant, poursuit sa formation en autodidacte.

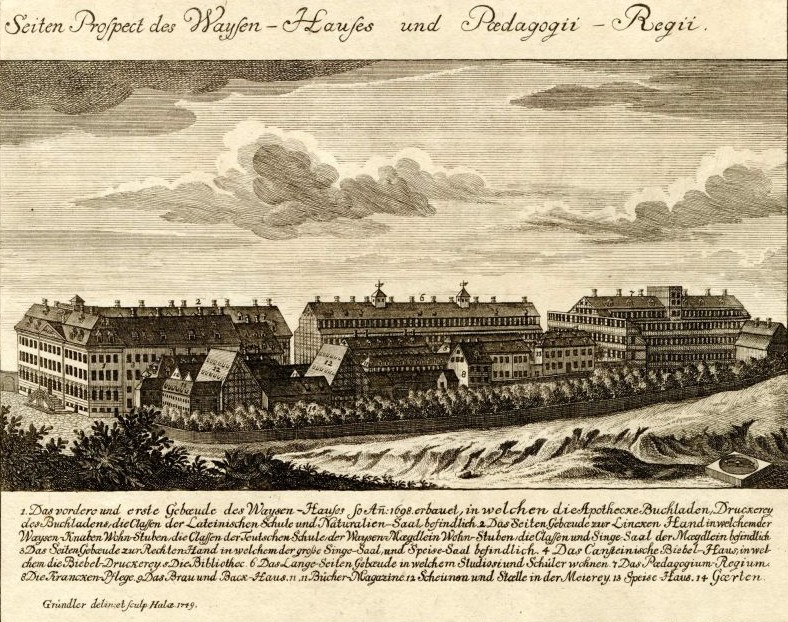
La Fondation Francke à Halle, où Spengler fut imprégné de l’éthique piétiste.

Après avoir passé son baccalauréat en 1899, dégagé des obligations militaires pour cause d'insuffisance cardiaque, il étudie les mathématiques, les sciences naturelles et la philosophie à Halle, Munich et Berlin. Il rédige sa thèse de philosophie, consacrée aux Fondements métaphysiques de la philosophie d'Héraclite (Die metaphysischen Grundgedanken der Heraklitischen Philosophie) sous la direction d'Alois Riehl, et obtient son doctorat de philosophie à l'université de Halle le 6 avril 1904. En décembre de la même année, il est reçu au concours de recrutement pour l'enseignement scientifique, dont le sujet porte sur le développement de la vision chez les principales espèces animales (« Die Entwicklung des Sehorgans bei den Hauptstufen des Tierreiches »). Comme l'a noté Koktanek, cette composition annonce un leitmotiv de la pensée de Spengler, qui s'exprimera aussi bien dans L’Homme et la technique (Der Mensch und die Technik, 1931) que dans ses Questions des origines (Urfragen) posthumes. Fondamentalement, l'imaginaire de Spengler sera marqué (en marge du piétisme de la Fondation Francke et de sa formation scientifique) par le darwinisme d'Ernst Haeckel, le fictionnalisme d'Hans Vaihinger (Philosophie du « comme si… »), et surtout par la critique de la culture d'un Friedrich Nietzsche, réduite aux mots-clefs « décadence » et « volonté de puissance » (sans parler de sa vénération pour l'œuvre de Goethe, qu'il placera toute sa vie au pinacle de la culture occidentale).
Après une année de séminaire professionnel, il exerce comme professeur remplaçant avant d'obtenir en 1908 une affectation en tant que professeur de lycée titulaire à Hambourg. Mais le professorat ne lui convient guère : « La simple vue des murs du lycée provoquait chez lui une dépression nerveuse ». Un petit héritage à la mort de sa mère permet à Spengler de se retirer de l'enseignement et de s'établir à partir de mars 1911 à Munich comme écrivain à plein temps.

### Débuts d’écrivain (1911–1918)
À Munich, Spengler tient la rubrique culturelle de divers journaux tout en travaillant à la rédaction d'un essai, Le Déclin de l'Occident – Contours de l'histoire universelle, dont la parution en deux volumes (1918, puis 1922) lui vaut une célébrité immédiate tout en déchaînant débats et polémiques, tant dans les milieux scientifiques que littéraires. Parmi les sources d'inspiration de ce livre, Spengler lui-même mentionne le coup d'Agadir (1er juillet 1911), au cours duquel la canonnière Panther est dépêchée par l'état-major allemand vers le port d'Agadir au Maroc, les rodomontades des militaires se soldant finalement par un fiasco diplomatique pour l'Allemagne. Spengler voit dans cet événement l'annonce d'un tournant historique, l'indice d'un mouvement d'ensemble selon lequel le monde se dirige inéluctablement vers une guerre globale. La philosophie politique de Spengler est entièrement empreinte de l'idée que l'Occident se trouve désormais confronté à une lutte sans merci pour la domination du monde.
Entre 1914 et 1917, Spengler rédige également deux lettres ouvertes non datées, dont il ne reste que des fragments. L'une est adressée à l'empereur Guillaume II, l'autre à la noblesse allemande. Auprès de l'empereur d'Allemagne, il plaide pour une réconciliation du conservatisme et du socialisme, dont il propose de resserrer l’« isthme » pour le plus grand bénéfice de l’« Imperium Germanicum » : en cela, il se déclare plutôt défavorable au régime parlementaire. Quant à la noblesse, il l'invite à sélectionner les meilleurs naturels par l'éducation et la discipline.

### L’écœurement de la république de Weimar

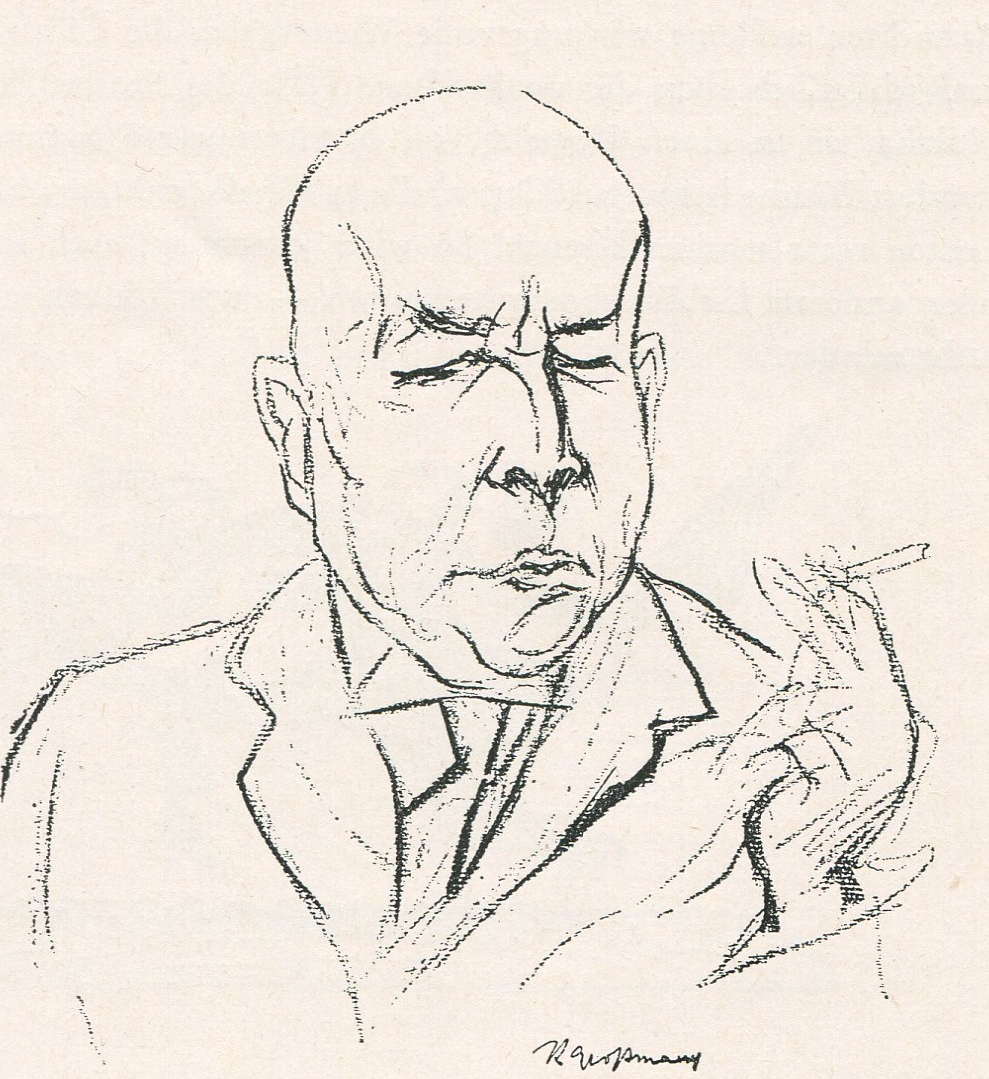
Caricature de Grossmann pour l'hebdomadaire satirique Simplicissimus (1922).

Avec la défaite allemande de 1918, Spengler se pose en adversaire décidé de la démocratie. En tant qu'écrivain politique, il expose ses convictions antidémocratiques dans des manifestes intitulés Prussianité et socialisme (1919) ou La Régénération de l'Empire allemand (1924). Spengler appelle de ses vœux une dictature qui mettra un terme à la république de Weimar, et qui affrontera avec succès les grands défis de la politique intérieure et de la politique étrangère, notamment à l'« ère de la guerre d'anéantissement » (cf. Déclin de l'Occident, IIIe partie, table « correspondances des époques politiques »). De ce point de vue, Hitler ne lui paraît pas réunir les qualités requises : l'attitude de Spengler envers les nazis fluctuera longuement, avant qu'il ne rejette tout ensemble la république de Weimar et le régime des chemises brunes.
Il compte alors parmi ses amis les industriels Paul Reusch et Albert Vögler, qui l'aident financièrement, ainsi que le poète Adolf Weigel (dont le nom de plume était Droem Ernst), avec lequel il visite Prague.
Dans les années 1920, alors qu'il dirige le fonds d'archives Nietzsche, il tente de se lancer dans l'action politique : en 1922, avec le patron de presse Nikolaus Cossmann, l'universitaire nationaliste Martin Spahn et l'industriel Albert Vögler, il tente de mettre sur pied un cartel nationaliste, mais l'entreprise avorte faute de subsides.

### Spengler et le Troisième Reich (1933–1936)
Le 14 juin 1933, Spengler se voit proposer un poste à l'université de Leipzig, poste qu'il refuse comme il a déjà refusé celui que l'université de Göttingen lui avait offert en 1919. Il rencontre Adolf Hitler à Bayreuth le 25 juillet suivant.
Dans son essai Années décisives, paru en Allemagne le 18 août 1933 (presque exactement six mois après la prise de pouvoir des nazis), Spengler prend nettement ses distances avec le chancelier du Reich et le national-socialisme, tout en chantant les louanges du fascisme de Benito Mussolini. Dans l'historicisme de Spengler, le Duce devient le parangon du césarisme réussi, c'est-à-dire le prototype du César annoncé, qui se lèvera de l'Occident en ruines pour régner à l'« ère de la civilisation avancée », par analogie avec les césars de l'Antiquité qui avaient su marquer l'Empire romain de leur empreinte.
Malgré les critiques d’Années décisives contre le national-socialisme, ce livre reste autorisé par la censure du Troisième Reich. Il y a bien une brève campagne de presse contre cet ouvrage, mais le ministre de la Propagande Joseph Goebbels cherche plutôt à se concilier Spengler. Ce n'est qu'après le refus de Spengler d'écrire, à l'invitation du ministre, un article de presse pour soutenir les nazis en vue des prochaines élections, que le ministre jettera l'éponge et donnera instruction de faire oublier l'essayiste. Cela montre les difficultés posées aux responsables du Troisième Reich par les penseurs de la révolution conservatrice, tels Spengler. Alliés des fascistes dans le combat contre le parlementarisme sous la république de Weimar, ils demeurent dans l'opinion les détenteurs d'une partie de l'idéologie et ne peuvent donc être présentés comme des adversaires.
Le prétendu putsch des SA, qui servit à Hitler de prétexte pour faire éliminer physiquement Ernst Röhm et ses SA au cours de la nuit des Longs Couteaux (30 juin 1934), signifie pour Spengler la rupture définitive avec les nazis. Parmi les victimes se trouve Gregor Strasser, un des amis politiques de Spengler, mais c'est encore l'assassinat du critique musical Willi Schmid, confondu par les SS avec l'officier SA Wilhelm Schmidt, qui bouleverse le plus Spengler. Ce dernier composera son éloge funèbre (poème « À la mémoire de Willi Schmid », publié en 1935 dans le recueil Reden und Aufsätze), une marque de courage et même d'audace dans de telles circonstances.
Au cours de ses dernières années, Spengler se consacre de nouveau à l'inventaire des questions scientifiques auxquelles les grandes civilisations ont été confrontées, comme parties intégrantes d'une histoire universelle. Parallèlement, il rédige, sous l'acronyme DiG (Deutschland in Gefahr, l'Allemagne en danger), des notes pour le deuxième tome des Années décisives, dans lesquelles il finit de régler ses comptes avec le national-socialisme, qu'il met sur le même plan que le bolchevisme, doctrine qu'il avait déjà désignée comme le plus grand de tous les fléaux politiques. Il y réaffirme cependant son admiration pour Mussolini.
En octobre 1935, Spengler se retire de ses fonctions d'administrateur du fonds Nietzsche, pour dénoncer la nouvelle interprétation de l'œuvre du philosophe par la propagande nazie.
Spengler meurt dans la nuit du 7 au 8 mai 1936 d'un arrêt cardiaque dans son appartement munichois ; sa mort prématurée donnera crédit à l'hypothèse d'un assassinat politique. Spengler est enterré au cimetière nord de Munich (section 125, lot no 2).

## Œuvres

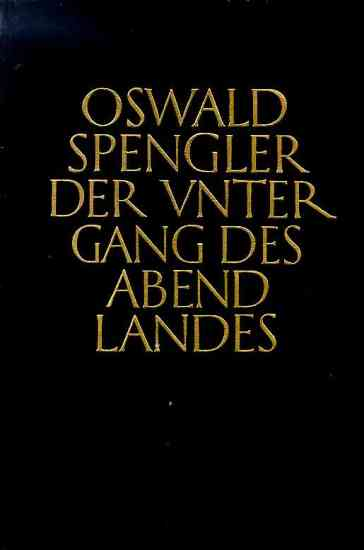
Couverture de la seconde partie du Déclin de l'Occident (1922)

L'œuvre de Spengler est bâtie autour d'une vision formaliste du monde en tant qu'histoire, vision qu'il explore dans ses écrits poétiques, avant qu'elle se constitue en théorie philosophique dans Le Déclin de l'Occident. Ses thèses récurrentes sont la stérilité du XXe siècle, qui implique pour l'homme occidental le devoir de préserver la culture fertile des générations qui l'ont précédé, la confirmation par les tensions politiques internationales qu'une « ère de la guerre d'anéantissement » est en cours, dans laquelle le « regard sur les cultures du passé » permettra seul de trouver la voie du salut. En cela, Spengler se réclame de la pensée de Goethe.
Si l'on voit en Spengler un penseur de l'historicisme, cependant il ne s'intéresse qu'à la forme globale d'une culture, jamais à ses manifestations individuelles. L'appréciation qu'il fait lui-même de sa thèse, quoique inspirée de Kant, est significative : « Dans ce livre, une révolution copernicienne dans le champ historique remet un système (comme celui de Ptolémée) en place, dans lequel ni l'Antiquité, ni l'histoire occidentale, ni celle du monde indien ou de Babylone n'occupent une place particulière. » Inspirées par sa vision de l'Histoire, paraîtront des tragédies sur la mutation des cultures en civilisations, un roman sur la Civilisation, et son unique essai historique, Le Déclin de l'Occident. Esquisse d'une morphologie de l'histoire universelle, qui parut en deux volumes (le premier à Vienne en 1918, le second à Munich en 1922) ; cette œuvre fut critiquée à plusieurs reprises par des philosophes en lutte contre l'historicisme comme Martin Heidegger.
Ce dernier ouvrage, dont l'actualité était certaine, connut un grand succès au moment de sa parution. Les intellectuels contemporains de Spengler laissent presque tous entendre qu'ils l'ont lu ; mais cette synthèse de l'histoire du monde où l'on voit huit civilisations-monades naître, s'épanouir et se flétrir « comme des fleurs dans une prairie », chacune en l'espace d'un millénaire, avait peu de chances de captiver les historiens eux-mêmes, car elle reposait sur un modèle comparatiste entièrement nouveau pour l'étude des sociétés humaines. Pour la plupart des historiens, cette représentation de l'histoire n'était pas scientifique en ce sens que ce modèle comparatiste se fondait uniquement sur l'analogie, sans autre règle logique de comparaison.

### Le Déclin de l'Occident
Le Déclin de l'Occident (1918 pour la première partie, 1922 pour la seconde) est une œuvre de synthèse historique qui rassemble tout à la fois la symbolique, la religion, la peinture et la sculpture, la politique, la philosophie, les sciences physiques et biologiques, les mathématiques, la métaphysique, la littérature, l'architecture, la musique, l'économie et la technologie. Cet ouvrage se présente comme une application aux phénomènes culturels de la méthode morphologique qu'avait élaborée Goethe pour les sciences naturelles et qui consiste dans le fait de dériver les phénomènes à partir d'un « phénomène primitif unique ».

### Prussianisme et socialisme
L'idéal politique de Spengler, qui inspire toute son œuvre, est celui du « prussianisme » (Preußentum) : dans un contexte de guerres d'autodestruction de l'Europe, il présente sa patrie comme le modèle d'avenir. Il se pose en partisan des valeurs de devoir, d'ordre et de légitimité, comme les valeurs de la culture allemande, opposés à la liberté, l'égalité et la fraternité, valeurs de la civilisation occidentale ; le mot « culture » ayant pour lui une connotation positive (idée empruntée à Goethe), tandis que le vocable de « civilisation » est plutôt synonyme de décadence. Il renvoie dos à dos le marxisme et le libéralisme parlementaire, leur opposant un socialisme allemand, qui pour lui serait un syncrétisme d'économie sociale et de monarchie, c'est-à-dire de socialisme et de conservatisme.
L'attitude héroïco-nihiliste que Spengler attribuait aux cultures qui (comme la culture occidentale) marchaient vers leur propre mort, pouvait pousser de jeunes lecteurs à se tourner vers la guerre et le nazisme comme vers une épreuve à partager : l'intellectuel de droite Armin Mohler, qui écrivait pour le journal Die Zeit et l'hebdomadaire conservateur Junge Freiheit rappelle comment, âgé de 22 ans, il a déserté de l'armée suisse après avoir lu Spengler, pour s'engager dans les Waffen-SS.
De son pamphlet Preußentum und Sozialismus, dont l'idée lui vint le jour même de l'assassinat du ministre-président de Bavière Kurt Eisner et qui parut en novembre 1919 en réaction au traité de Versailles et à la Constitution de Weimar, il disait avec emphase, mais de manière très significative pour ses prises de position politiques en 1932 : « C'est de ce livre que le mouvement national a pris son inspiration ». Cet essai est d'un intérêt essentiellement historique et prolonge, aux dires même de Spengler, les conclusions du Déclin de l'Occident.
La critique de Spengler contre le parlementarisme a pu porter, non par ses affinités avec l'idéologie nazie, mais bien grâce à ses fondements traditionalistes et patriotiques prussiens.

### Le double visage de la Russie
Afin d'en finir avec un libéralisme occidental honni et avec le traité de Versailles, Spengler comptait avant tout sur une alliance avec la « Russie », c'est-à-dire avec l'Union des républiques socialistes soviétiques ; et en cela, il est un représentant typique du courant conservateur des années 1920. L'Allemagne, selon lui, doit devenir à sa manière anti-libérale et antidémocratique : « J'ai jusqu'à présent passé la Russie sous silence ; c'était intentionnel, car il ne s'agit pas là de deux peuples, mais de deux mondes. Les Russes ne sont certainement pas un peuple, comme peuvent l'être les Allemands et les Anglais, ils représentent le potentiel de plusieurs peuples à venir, tout comme l'étaient les Germains de la période carolingienne. La Russie est la promesse d'une culture du Futur, alors que l'ombre du crépuscule assombrit peu à peu l'Occident. On ne saurait trop insister sur le fossé qui sépare l'esprit russe de l'esprit occidental. Aussi marqués que soient les antagonismes spirituels, religieux, politiques ou économiques entre Anglais, Allemands, Américains et Français, tous ces peuples n'en forment pas moins un monde clos face à la Russie. »

### Années décisives
Le livre Années décisives (Jahre der Entscheidung, 1933), qui devait initialement s'intituler l'Allemagne en danger (Deutschland in Gefahr), titre auquel Spengler renonça par peur des représailles après le putsch de Hitler, fut interprété comme une critique du nouveau régime tant par les opposants au nazisme que par ses sympathisants. Questionné par un magazine américain qui lui demandait quels parallèles existaient entre ses thèses et le programme des nazis, il répondit qu'il n'y en avait aucun, et c'est d'ailleurs ainsi qu'en jugeaient les lecteurs à l'époque.
Spengler y opère une distinction entre l'èthos piétiste du sens prussien du devoir et de l'accomplissement, qu'une révolution nationale devrait, selon lui, faire renaître, et la doctrine raciale du nazisme. L'èthos prussien est une mentalité cultivée et renforcée au fil des générations par les familles les plus en vue, et qui a fini par imprégner toute la société. Un tel èthos collectif n'est certainement pas remplaçable par le simple programme d'un parti politique.
De ce point de vue, la doctrine raciale des nazis apparaît puérile. Car non seulement elle ne conjure les dangers intérieurs qu'en les ignorant, mais elle élude les menaces extérieures les plus graves par la croyance en une supériorité allemande. Mais la Première Guerre mondiale n'a pas définitivement tranché entre l'èthos prussien et le parlementarisme anglo-saxon. Années décisives prédit la confrontation finale entre les deux systèmes ; et une Allemagne empêtrée dans les délires nazis sera bien mal armée sur le plan moral dans l'affrontement qui s'annonce. C'est ainsi que Spengler imaginait, dans ses grandes lignes, le contexte et l'issue de la Seconde Guerre mondiale. Néanmoins, les Années décisives ne contredisent en aucune façon les théories du Déclin de l'Occident, celui-ci étant inévitablement voué à un futur marqué par la technocratie, le césarisme et le matérialisme, quelle que soit la solution de cette crise structurelle momentanée.
Toutefois, malgré l'opposition de Spengler au nazisme, certaines expressions bien à lui seront reprises hors contexte et souvent déformées par les nazis en manque de slogans :

« Kampf zwischen Blut und Boden um die innere Form einer verpflanzten Tier- und Menschenart. »

— Oswald Spengler, Le déclin de l'Occident, 1922'
L'expression Blut und Boden (« le sang et le sol ») sera reprise par August Winnig puis par Walther Darré dans son livre La Race - Nouvelle noblesse du sang et du sol, et donnera son nom à l'idéologie Blut und Boden, qui jouera un rôle central dans l'idéologie nazie,.
La recension du livre par Time insiste sur la réputation internationale de polémiste de l'auteur : « Chaque fois qu'Oswald Spengler s'exprime, la plupart des mondialistes occidentaux cessent d'écouter. » Le critique conclut en recommandant Années décisives aux lecteurs qui « apprécient le style énergique » et qui « trouveront plaisir à être caressés à rebrousse-poil par les aphorismes brutaux de Spengler. »

## Spengler aujourd'hui
L'ex-ministre des Affaires étrangères américain Henry Kissinger reconnaît à Spengler « un regard intéressant… sur la croissance et le déclin des civilisations », mais il se défend de le suivre en tout : « Ce qui me fascinait surtout, c'était l'idée que toute civilisation forme un système dont les manifestations sont caractéristiques ».
Selon le philosophe Theodor Adorno dans Prismes : « Spengler n'a guère trouvé d'adversaire à sa taille : l'oubli ressemble à une dérobade ». Il ajoute : « La culture porte en elle des ferments de Mort : on ne peut l'ignorer après avoir lu Spengler, lequel n'a pas moins étudié les secrets des cultures que Hitler ceux de la propagande ». Or ceci n'est pas un soutien posthume. Adorno écrit surtout : « Spengler s'était à tel point exposé par un certain nombre d'écrits mineurs d'un ton arrogant et aux antithèses faciles, que la saine volonté de vivre n'avait pas trop de peine à le rejeter ».

## Publications
- Der metaphysische Grundgedanke der heraklitischen Philosophie., 1904
- Der Untergang des Abendlandes. Umrisse einer Morphologie der Weltgeschichte., Vienne 1918, Munich, 1922.
- Preußentum und Sozialismus., Munich, 1919.
- Neubau des Deutschen Reiches., C. H. Beck, Munich, 1924.
- Politische Pflichten der deutschen Jugend. Rede gehalten am 26. Februar 1924 vor dem Hochschulring deutscher Art in Innsbruck., C. H. Beck, Munich, 1924.
- Der Mensch und die Technik. Beitrag zu einer Philosophie des Lebens., C. H. Beck, Munich, 1931.
- Politische Schriften., C. H. Beck, Munich, 1932
- Jahre der Entscheidung. Erster Teil. Deutschland und die weltgeschichtliche Entwicklung., C. H. Beck, Munich, 1933.

### Écrits posthumes
- Reden und Aufsätze von Oswald Spengler., Hrsg. von Hildegard Kornhardt., C. H. Beck, Munich, 1937.
- Gedanken. Hrsg. von Hildegard Kornhardt., C. H. Beck, Munich, 1941.
- Briefe. 1913–1936. En coll. avec Manfred Schröter, éd. par Anton Mirko Koktanek., C. H. Beck, Munich, 1963.
- Urfragen. Fragmente aus dem Nachlass. Doc. réunis par Manfred Schröter, éd. par Anton Mirko Koktanek., C. H. Beck, Munich, 1965[24].
- Frühzeit der Weltgeschichte. Fragmente aus dem Nachlass. Unter Mitwirkung von Manfred Schröter hrsg. von Anton Mirko Koktanek., C. H. Beck, Munich, 1966.
- Ich beneide jeden, der lebt. Die Aufzeichnungen „Eis heauton“ aus dem Nachlaß. Mit einem Nachwort von Gilbert Merlio. Lilienfeld Verlag, Düsseldorf, 2007  (ISBN 978-3-940357-02-1)
- Ich bin kein Prophet. Die Aufzeichnungen „Politica“ aus dem Nachlass. éd. et augm. d'un aperçu politico-biographique de Fabian Mauch et un avant-propos de Gilbert Merlio., C. W. Leske Verlag, Düsseldorf, 2021.

### Traductions françaises
- Le Déclin de l'Occident (2 tomes 1918-1922), trad. fr. Mohand Tazerout, Paris, NRF-Gallimard, "Bibliothèque des idées", 1931-1933, 1948 ; rééd. 2000 ; rééd. Gallimard, coll. "Tel", 1128 p., 2021  (ISBN 978-2072941948)
- Prussianité et Socialisme (1920), trad. fr. Eberhard Gruber, préf. Gilbert Merlio, Arles, Actes Sud, 144 p., 1992  (ISBN 978-2868690920)
- Écrits historiques et philosophiques : pensées (1918-1936), préf. Alain de Benoist, Paris, Éditions Copernic, 229 p., 1980
- L'Homme et la Technique (1931), Paris, Gallimard, coll. "Idées NRF", 192 p., 1969 ; rééd. RN Éditions, Clermont-Ferrand, trad. fr. Christophe Lucchese, préf. Michel Onfray, prés. Gilbert Merlio, 112 p., 2016  (ISBN 979-10-96562-03-9)
- Années décisives : l'Allemagne et le développement historique du monde (1933), trad. fr. Raïa Hadekel, Paris, Mercure de France, 315 p., 1934. ; rééd. Krisis, Paris, préf. Alain de Benoist, 298 p., 2024  (ISBN 978-2493898999)